# Hawai Mare Oki Kaisen
Hawai Mare Oki Kaisen (ハワイ・マレー沖海戦?  literalmente: La guerra en el mar de Hawai a Malasia) es una película japonés guerra de 1942 dirigida por Kajirō Yamamoto.

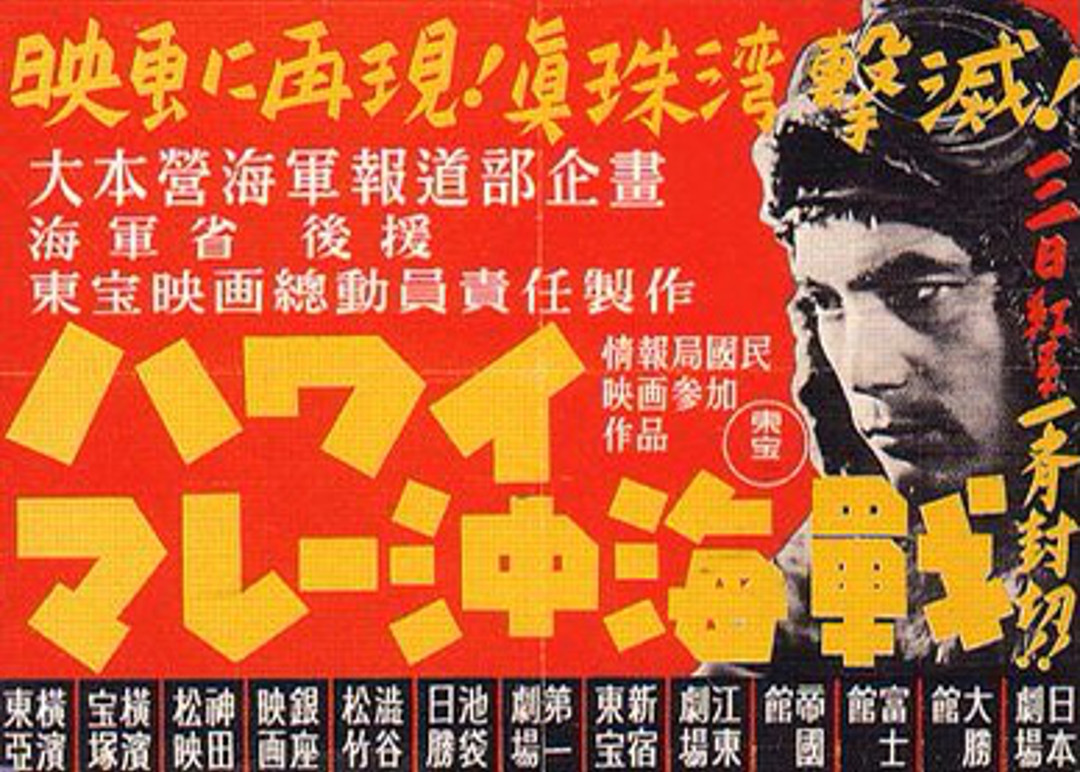
Póster de la película japonés

Hay efectos especiales por Eiji Tsuburaya que más tarde se cocrear la franquicia muy popular Godzilla y completamente crear la serie muy popular Ultraman.

## Actores
- Susumu Fujita
- Setsuko Hara
- Fumito Matsuo
- Kunio Mita
- Denjirō Ōkōchi
- Jiro Takano
- Daihachiro Takebayashi
- Haruo Tanaka
- Frank Tokunaga ... Bunroku Tokunaga
- Hiroshi Yamagawa